# Marcellin Desboutin
Marcellin Gilbert Desboutin, född 26 augusti 1823 i Cérilly, död 18 februari 1902 i Nice, var en fransk målare och grafiker.
Desboutin var mycket produktiv som målare, men gjorde sig främst känd som grafiker med mjukt måleriska porträtt i torrnålsgravyr.